# Gylippidae
Gylippidae  (лат.) — семейство паукообразных из отряда фаланги (Solifugae). Известно около 25 видов. Встречаются в южной Африке, на Ближнем Востоке и в центральной Азии.
- Acanthogylippus Birula, 1913 — 1 вид[2]
  - Acanthogylippus judaicus (Kraepelin, 1899) — Израиль
- Bdellophaga Wharton, 1981 — 1 вид
  - Bdellophaga angulata Wharton, 1981 — Намибия
- Gylippus Simon, 1879 — 18 видов, Азия
- Lipophaga Purcell, 1903 — 3 вида 
  - Lipophaga kraepelini Roewer, 1933 — Намибия
  - Lipophaga schultzei (Kraepelin, 1908) — ЮАР (=Pseudoblossia schultzei Kraepelin, 1908)
  - Lipophaga trispinosa Purcell, 1903 — ЮАР
- Trichotoma Lawrence, 1968 — 3 вида
  - Trichotoma brunnea Lawrence, 1968 — Намибия
  - Trichotoma fusca (Roewer, 1941) — Намибия (=Lipophaga fusca Roewer, 1941)
  - Trichotoma michaelseni (Kraepelin, 1914) — Намибия (=Lipophaga michaelseni Kraepelin, 1914)